# 아사즈키 키와
아사즈키 키와(일본어: 朝月 希和 あさづき きわ[*], 1월 6일 - )는 전 다카라즈카 가극단 유키구미 톱여역이다.
도쿄도 세타가야구 출신, 쇼와여자대학부속 쇼와고등학교 출신이다. 키 163cm, 혈액형 B형, 애칭은 "히라메(ひらめ)", "키와(きわ)"이다.

## 약력
2008년, 다카라즈카 음악학교에 입학.
2010년, 다카라즈카 가극단 96기생으로 입단. 입단 시 성적은 23번. 츠키구미 공연 『THE SCARLET PIMPERNEL』로 초무대. 그 후, 하나구미에 배속.
2013년, 『사랑과 혁명의 시』로 신인공연 첫 히로인.
2015년, 『신겐지모노가타리』로 2번째 신인공연 히로인.
2017년, 『MY HERO』로 오토 쿠리스와 함께 동상공연 더블 히로인. 같은 해 8월 28일자로 유키구미로 조이동.
2019년 11월 11자로, 2년만에 옛 보금자리인 하나구미로 조이동.
2020년, 『마스카레드 호텔』로 동상공연 단독 첫 히로인. 같은 해 11월 16일자로 다시 유키구미로 조이동.
2021년 4월 12일자로 유키구미 톱여역 취임. 입단 12년차에 톱여역 취임으로, 전 호시구미 톱여역 나기사 아키의 14년차에 취임의 다음 기록이 되어, 극히 이례적으로 늦게 발탁된 케이스이다. 아야카제 사키나의 상대역으로 ,같은 해 『CITY HUNTER/Fire Fever!』로 톱콤비 대극장 오히로메.
2022년 12월 25일, 『창궁의 묘』 도쿄 공연 천추락을 기해, 다카라즈카 가극단을 퇴단.

## 인물
다카라즈카 첫 관극은 츠키구미 공연 『나선의 오르페 / 노바・보사・노바』였다.
학창 시절에는 플루트 부는 것에 동경하여, 취주악부에 소속되어 있었다.
진로를 결정하지 못하고 있던 중학교 시절에, 어머니의 손에 이끌려 도쿄 다카라즈카 극장에서 츠키구미 공연 『파리의 하늘보다도 높게』를 관극하였고, 2층 끝자리까지 닿는 파워에 압도되어 음악학교 수험을 결심했다.
예명은 음악학교에서 이어져있는 다카라즈카 대교에 떠 있는 이른 아침의 아름 다운 달에 감명받아, "하룻밤이 지나도 하늘에 달이 남아 있듯이, 자신도 시간이 지나도 관객의 마음에 남을 존재이기를 바란다"는 마음에 "아사즈키(朝月)"라 정했다.
애칭인 "히라메"는 음악학교 시절에 동기들로부터 "물고기 얼굴이라서"라고 붙여진데서 유래한다.

## 주요 무대
| 기간 (월)            | 소속 | 제목                                             | 공연장                                 | 배역                                        | 비고                                                 |
| -------------------- | ---- | ------------------------------------------------ | -------------------------------------- | ------------------------------------------- | ---------------------------------------------------- |
| 2010년               |      |                                                  |                                        |                                             |                                                      |
| 4 - 5                | 츠키 | THE SCARLET PIMPERNEL                            | 다카라즈카 대극장                      |                                             | 초무대                                               |
| 7 - 10               | 하나 | 아름다운 사브리나                                | 다카라즈카 대극장 도쿄 다카라즈카 극장 |                                             |                                                      |
| 7 - 10               | 하나 | EXCITER!!                                        | 다카라즈카 대극장 도쿄 다카라즈카 극장 |                                             |                                                      |
| 2011년               |      |                                                  |                                        |                                             |                                                      |
| 2 - 4                | 하나 | 사랑의 프렐류드                                  | 다카라즈카 대극장 도쿄 다카라즈카 극장 |                                             |                                                      |
| 2 - 4                | 하나 | Le Paradis!! (르 파라디)                         | 다카라즈카 대극장 도쿄 다카라즈카 극장 |                                             |                                                      |
| 6 - 9                | 하나 | 팬텀                                             | 다카라즈카 대극장 도쿄 다카라즈카 극장 | 단원소녀 어린 에릭 (신인공연)               | 본역 : 미사키 리온                                   |
| 10 - 11              | 하나 | 카나리아                                         | 드라마시티 일본청년관                  |                                             |                                                      |
| 2012년               |      |                                                  |                                        |                                             |                                                      |
| 1 - 3                | 하나 | 부활-사랑이 끝나고, 사랑이 남았다-               | 다카라즈카 대극장 도쿄 다카라즈카 극장 |                                             |                                                      |
| 1 - 3                | 하나 | 캐논                                             | 다카라즈카 대극장 도쿄 다카라즈카 극장 |                                             |                                                      |
| 5                    | 하나 | 치카마츠・사랑의 도행                            | 바우홀 일본청년관                      | 오센                                        |                                                      |
| 7 - 10               | 하나 | 생=텍쥐페리                                      | 다카라즈카 대극장 도쿄 다카라즈카 극장 | 포레트 (신인공연)                           | 본역 : 오우사키 아야카                               |
| 7 - 10               | 하나 | CONGA!!                                          | 다카라즈카 대극장 도쿄 다카라즈카 극장 |                                             |                                                      |
| 11 - 12              | 하나 | 란쥬 토무 콘서트 『Streak of Light-한 줄기 빛-   | 일본청년관 드라마시티                  |                                             |                                                      |
| 2013년               |      |                                                  |                                        |                                             |                                                      |
| 2 - 5                | 하나 | 오션스 11                                        | 다카라즈카 대극장 도쿄 다카라즈카 극장 | 에메랄드 (신인공연, 3쥬얼리즈)              | 본역 : 센나 아야세                                   |
| 6                    | 하나 | 포에버 가슈인                                    | 바우홀                                 | 모린 / Note                                 |                                                      |
| 8 - 11               | 하나 | 사랑과 혁명의 시 -안드레아 셰니에-               | 다카라즈카 대극장 도쿄 다카라즈카 극장 | 유디트 마달레나 드 코와니 (신인공연)        | 본역 : 란노 하나 신인공연 첫 히로인                  |
| 8 - 11               | 하나 | Mr. Swing!                                       | 다카라즈카 대극장 도쿄 다카라즈카 극장 |                                             |                                                      |
| 12                   | 하나 | New Wave! -하나-                                 | 바우홀                                 |                                             |                                                      |
| 2014년               |      |                                                  |                                        |                                             |                                                      |
| 2 - 5                | 하나 | 라스트 타이쿤 -할리우드의 제왕, 불멸의 사랑-     | 다카라즈카 대극장 도쿄 다카라즈카 극장 | 세실리아 브레디 (신인공연)                  | 본역 : 오우사키 아야카                               |
| 2 - 5                | 하나 | TAKARAZUKA ∞ 몽현                                | 다카라즈카 대극장 도쿄 다카라즈카 극장 |                                             |                                                      |
| 6 - 7                | 하나 | 녹턴 -먼 여름날의 기억-                          | 바우홀                                 | 소피아                                      |                                                      |
| 8 - 11               | 하나 | 엘리자베트 -사랑과 죽음의 윤회-                  | 다카라즈카 대극장 도쿄 다카라즈카 극장 | 여관 흑천사 (신인공연)                      |                                                      |
| 2015년               |      |                                                  |                                        |                                             |                                                      |
| 1                    | 하나 | 바람의 지로키치 -오오에도야비상-                 | 드라마시티 일본청년관                  | 유녀 노키와                                 |                                                      |
| 3 - 6                | 하나 | 칼리스타 바다에 안겨서                           | 다카라즈카 대극장 도쿄 다카라즈카 극장 | 이자벨라 브리엔느 (신인공연)                | 본역 : 센나 아야세                                   |
| 3 - 6                | 하나 | 다카라즈카 판타지 (宝塚幻想曲)                   | 다카라즈카 대극장 도쿄 다카라즈카 극장 |                                             |                                                      |
| 7 - 8                | 하나 | 스타댐                                           | 바우홀                                 | 제랄딘                                      |                                                      |
| 10 - 12              | 하나 | 신겐지모노가타리                                 | 다카라즈카 대극장 도쿄 다카라즈카 극장 | 온나산노미야후지츠보노뇨고 (신인공연)       | 본역 : 카노 마리아 신인공연 히로인                   |
| 10 - 12              | 하나 | Melodia -뜨겁고 아름다운 선율-                   | 다카라즈카 대극장 도쿄 다카라즈카 극장 |                                             |                                                      |
| 2016년               |      |                                                  |                                        |                                             |                                                      |
| 4 - 7                | 하나 | ME AND MY GIRL                                   | 다카라즈카 대극장 도쿄 다카라즈카 극장 | 람베스 퀸 (신인공연) / 밤의 여자 (신인공연) | 본역 : 호즈키 안ㆍ미나미 마이토 / 본역 : 니이나 카호 |
| 8                    | 하나 | Bow Singing Workshop〜하나〜                     | 바우홀                                 |                                             |                                                      |
| 9                    | 하나 | 아이 러브 아인슈타인                             | 바우홀                                 | 요한                                        |                                                      |
| 11 - 2017. 2         | 하나 | 설화초                                           | 다카라즈카 대극장 도쿄 다카라즈카 극장 |                                             |                                                      |
| 11 - 2017. 2         | 하나 | 금색의 사막                                      | 다카라즈카 대극장 도쿄 다카라즈카 극장 | 모래의 여자 제2왕녀 비르마야 (신인공연)     | 본역 : 오우사키 아아캬                               |
| 2017년               |      |                                                  |                                        |                                             |                                                      |
| 3 - 4                | 하나 | MY HERO                                          | TBS아카사카ACT시어터 드라마시티        | 클로에 스펜서                               | 동상 더블 히로인                                     |
| 6 - 8                | 하나 | 야마타이국의 바람                                | 다카라즈카 대극장 도쿄 다카라즈카 극장 | 토요                                        |                                                      |
| 6 - 8                | 하나 | Santé!!                                          | 다카라즈카 대극장 도쿄 다카라즈카 극장 |                                             | 트리플 에트와르                                      |
| 11 - 2018. 2         | 유키 | 빛이 내리는 길 ~혁명가, 막시밀리언 로베스피에르~ | 다카라즈카 대극장 도쿄 다카라즈카 극장 | 가브리엘 단톤                               |                                                      |
| 11 - 2018. 2         | 유키 | SUPER VOYAGER!                                   | 다카라즈카 대극장 도쿄 다카라즈카 극장 |                                             |                                                      |
| 2018년               |      |                                                  |                                        |                                             |                                                      |
| 3 - 4                | 유키 | 진실의 군상                                      | 전국투어                               | 아카리                                      |                                                      |
| 3 - 4                | 유키 | SUPER VOYAGER!                                   | 전국투어                               |                                             |                                                      |
| 6 - 9                | 유키 | 개선문                                           | 다카라즈카 대극장 도쿄 다카라즈카 극장 | 루트 골드베르크 부인                        |                                                      |
| 6 - 9                | 유키 | Gato Bonito!!                                    | 다카라즈카 대극장 도쿄 다카라즈카 극장 |                                             |                                                      |
| 11 - 2019. 2         | 유키 | 팬텀                                             | 다카라즈카 대극장 도쿄 다카라즈카 극장 | 벨라도바 / 레미 / 마리아의 그림자           |                                                      |
| 2019년               |      |                                                  |                                        |                                             |                                                      |
| 3 - 4                | 유키 | 20세기호의 올라타서                              | 토큐시어터오브                         | 히라리                                      |                                                      |
| 5 - 9                | 유키 | 미부의사전                                       | 다카라즈카 대극장 도쿄 다카라즈카 극장 | 미츠                                        |                                                      |
| 5 - 9                | 유키 | Music Revolution!                                | 다카라즈카 대극장 도쿄 다카라즈카 극장 |                                             |                                                      |
| 10 - 11              | 유키 | 펼쳐라 황금의 날개여                             | 전국투어                               | 로드미아 루카                               |                                                      |
| 10 - 11              | 유키 | Music Revolution!                                | 전국투어                               |                                             |                                                      |
| 2020년               |      |                                                  |                                        |                                             |                                                      |
| 1                    | 하나 | 마스카레드 호텔                                  | 드라마시티 일본청년관                  | 야마기시 나오미                             | 동상 히로인                                          |
| 7 - 11               | 하나 | 하이카라씨가 지나간다                            | 다카라즈카 대극장 도쿄 다카라즈카 극장 | 카노야 요시츠구                             |                                                      |
| 2021년               |      |                                                  |                                        |                                             |                                                      |
| 1 - 4                | 유키 | fff -포르티시시모-                               | 다카라즈카 대극장 도쿄 다카라즈카 극장 | 엘레오놀레 폰 브로이닝 (로르벤)             |                                                      |
| 1 - 4                | 유키 | 실크로드 ~도둑과 보석~                           | 다카라즈카 대극장 도쿄 다카라즈카 극장 |                                             |                                                      |
| 유키구미 톱여역 취임 |      |                                                  |                                        |                                             |                                                      |
| 6                    | 유키 | 베네치아의 문장                                  | 전국투어                               | 리비아                                      | 프리 오히로메 공연                                   |
| 6                    | 유키 | 르 포아종 사랑의 미약 -Again-                    | 전국투어                               |                                             | 프리 오히로메 공연                                   |
| 8 - 11               | 유키 | CITY HUNTER                                      | 다카라즈카 대극장 도쿄 다카라즈카 극장 | 마키무라 카오리                             | 대극장 오히로메 공연                                 |
| 8 - 11               | 유키 | Fire Fever!                                      | 다카라즈카 대극장 도쿄 다카라즈카 극장 |                                             | 대극장 오히로메 공연                                 |
| 2022년               |      |                                                  |                                        |                                             |                                                      |
| 3 - 6                | 유키 | 유메스케 천냥 미야게                             | 다카라즈카 대극장 도쿄 다카라즈카 극장 | 오긴                                        |                                                      |
| 3 - 6                | 유키 | Sensational!                                     | 다카라즈카 대극장 도쿄 다카라즈카 극장 |                                             |                                                      |
| 7 - 8                | 유키 | ODYSSEY -The Age of Discovery-                   | 우메다 예술극장                        | 세레네                                      |                                                      |
| 10 - 12              | 유키 | 창궁의 묘                                        | 다카라즈카 대극장 도쿄 다카라즈카 극장 | 리링링                                      | 퇴단공연                                             |

## 출연 이벤트
- 2011년 5월, 소 카즈호 디너쇼 『Bright-브라이트-』
- 2011년 11월, 제 51회 『다카라즈카 무용회』
- 2013년 6 - 7월, 『다카라즈카 파리제 2013-La Chanson de Paris 99-』
- 2014년 12월, 다카라즈카 스페셜 2014 『Thank you for 100 years』
- 2016년 2월, 제 7회 『매그놀리아 콘서트・드・다카라즈카』
- 2016년 12월, 다카라즈카 스페셜 2016 『Music Succession to Next』
- 2017년 12월, 다카라즈카 스페셜 2017 『쥬템므・레뷰ー-몽・파리 탄생 90주년 -』
- 2018년 5월, 『개선문』 전야제
- 2018년 12월, 다카라즈카 스페셜 2018 『Say!Hey!Show Up!!』
- 2019년 12월, 다카라즈카 스페셜 2019 『Beautiful Harmony』
- 2022년 10월, 제 56회 『다카라즈카 무용회』
- 2022년 11월, 아사즈키 키와 뮤직살롱 『La Lumière〜아침의 달처럼〜』 주연

## TV 출연
- 2014년 1월, 후지테레비 <SMAP×SMAP> - 스마신하이스쿨
- 2019년 7월, 후지테레지 <2019 FNS 노래 여름 축제>

## 수상 이력
- 2020년, 『다카라즈카 가극단 년도상』 - 2019년도 노력상